# Rizha
Tamara Luz Ronchese (Rosário, 26 de julho de 1999), artisticamente conhecida como Rizha, é uma cantora, compositora e atriz argentina, que ganhou maior reconhecimento ao interpretar Joana Bianchi, na segunda temporada da série de televisão Skam España. Como cantora, a artista já lançou três álbuns de estúdio, além de vários singles e EPs.

## Biografia
Filha de Fernando Ronchese e Malvina Bonetto, Rizha nasceu na cidade de Rosário, Argentina, mas viveu toda a sua infância na cidade de Las Rosas. Ela completou seus estudos primários na escola Dante Alighieri entre os anos de 2002 e 2012. Aos 6 anos de idade, Tamara aprendeu a tocar violão e dois anos depois começou a compor suas próprias músicas em espanhol. Aos 13 anos de idade, Rizha se mudou para a Espanha com sua família, onde reside até hoje e onde finalizou seus estudos. Em 2018, começou a cursar filosofia na Universidade Complutense de Madrid.

## Carreira
Rizha foi descoberta acidentalmente pelo caçador de talentos Jordi Tello, da Universal Music Publishing, que, ao ouvi-la em uma gravação caseira em um celular, sugeriu que ela desenvolvesse sua carreira profissional. No final de 2013, ela apareceu pela primeira vez em uma revista, algumas delas sendo Vanity Fair e 40 Principales.
Em 2014 lançou seu primeiro EP com Fernando Gómez (Masseratti 2lts) chamado "Grandma Jewels". Em 2017, Rizha lançou seu álbum de estréia, chamado "Finally", no qual também se tornou produtora de sua própria música. O álbum foi bem recebido pelo público em geral, pela indústria e rádios como Radio 3 e Los 40 Principales. Em 2018, publicou um EP intitulado "Lifted", juntamente com Chesko.
Em 2019 Rizha foi escalada para viver a personagem Joana Bianchi na segunda temporada da série Skam España, produzida pela Zeppelin TV e transmitida no Movistar+. Além de também ter lançado outros dois EPs: "Hypnos" e "Dysnomia".

## Discografia

### Álbuns de estúdio
- 2017: "Finally"
- 2019: "OUTSIDE"
- 2020: "FEVER DREAM"

### EPs
- 2018: "Lifted" (em parceria com Chesko)
- 2018: "Fuckit"
- 2019: "Hipnos"
- 2019: "Dysnomia" (em parceria com Ikki)
- 2020: "I Don't Need Your Validation, You Never Meet My Expectations" [12]
- 2020 "XX"

### Singles
- 2017: "AMW"
- 2018: "Every Day is Halloween"
- 2019: "I Follow Rivers" [13]
- 2019: "No Sweater" (com participação de Crystal Face)
- 2020: "LIVE THE WEEKEND" (com participação de GIRLI)
- 2020: "Fever dream" (com participação de DEVA)
- 2020: "Good Time"
- 2021: "Heaven"
- 2021: "Glitt3r" (com participação de Glitch Gum)

### Trilhas sonoras
- 2017: "Way Up" (tema original do filme La noche después de que mi novia me dejara, dirigido por Fernando Ronchese)

## Filmografia

### Filmes
| Ano  | Título                | Papel         | Notas            |
| ---- | --------------------- | ------------- | ---------------- |
| 2006 | La llamada            | Menina        | Curta-metragem   |
| 2014 | Ente                  | Filha         | Curta-metragem   |
| 2018 | Espírito Jovem        | Angel X       | Papel secundário |
| 2019 | Lo dejo cuando quiera | Fã de química | Papel menor      |
| TBA  | The Same              | Rizha         | Curta-metragem   |

### Televisão
| Ano       | Título        | Papel         | Notas |
| --------- | ------------- | ------------- | --- |
| 2017      | Centro Medico | Claudia       | 1 episódio (27/09/2017) |
| 2019–2020 | Skam España   | Joana Bianchi | 2ª temporada, 10 episódios (Elenco principal) 3ª temporada, 7 episódios (Recorrente) 4ª temporada, 3 episódios (Recorrente) |